# Codex aureus van St. Emmeram

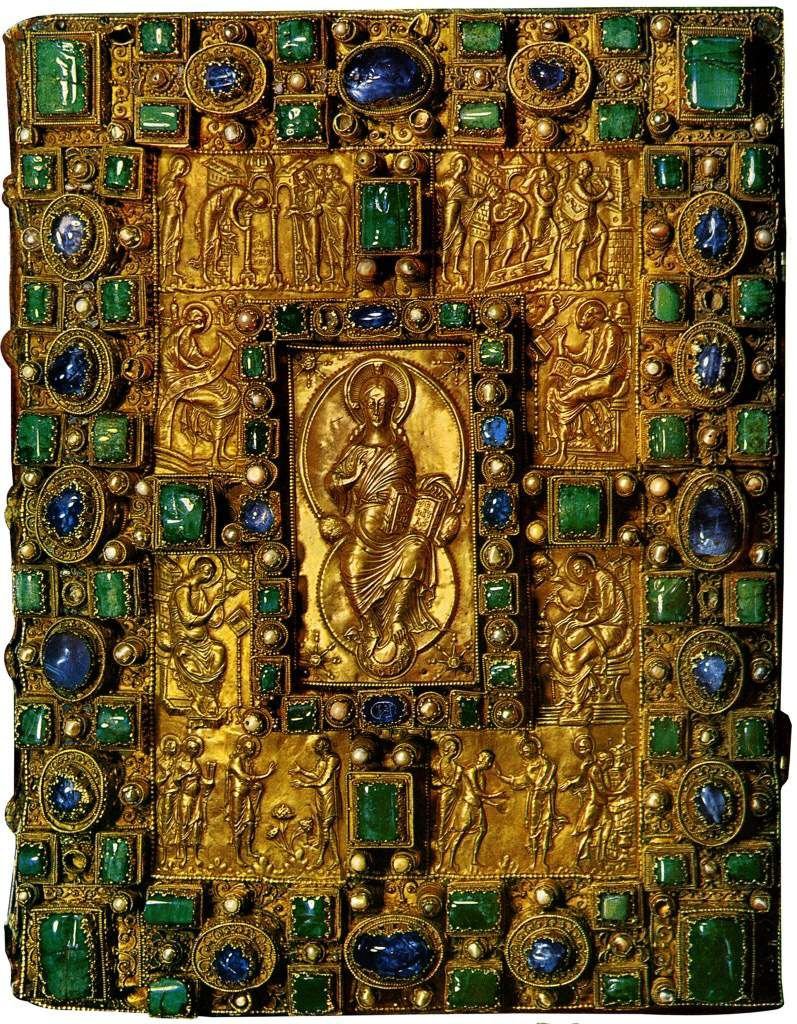
Voorplat van de Codex aureus van St. Emmeram.

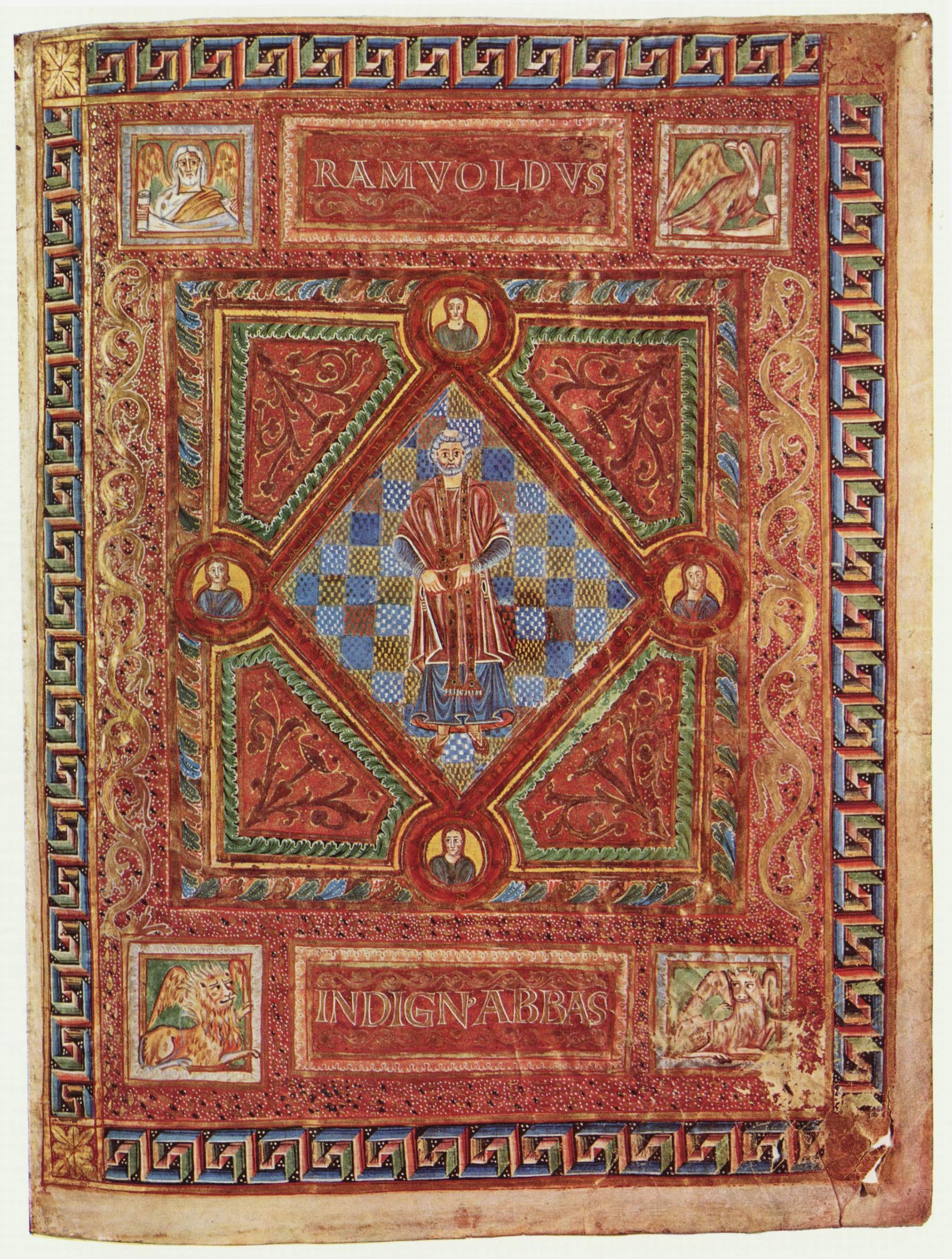
Portret van Abt Ramuoldus

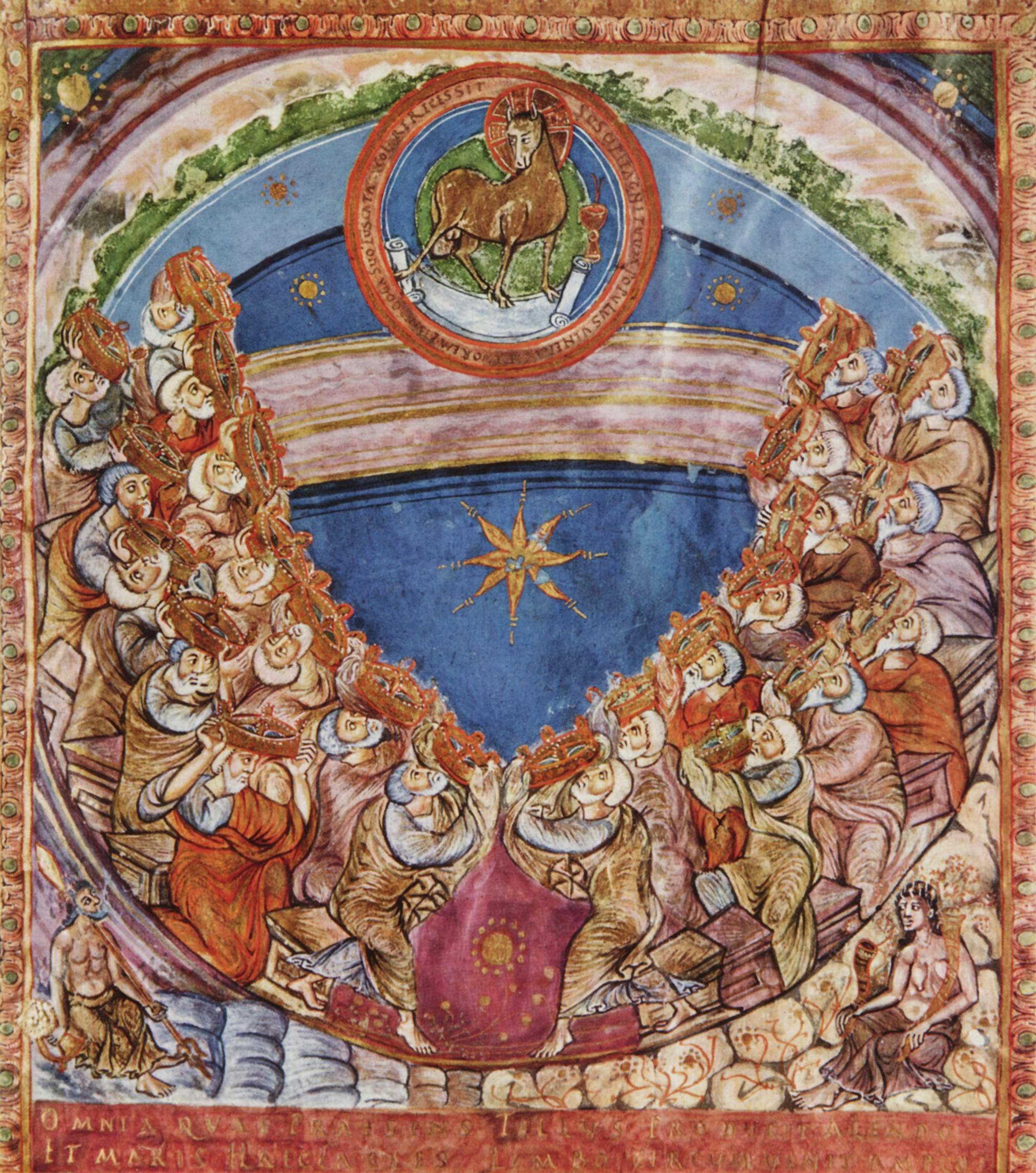
De aanbidding van het Lam uit de Codex Aureus van St. Emmeram.

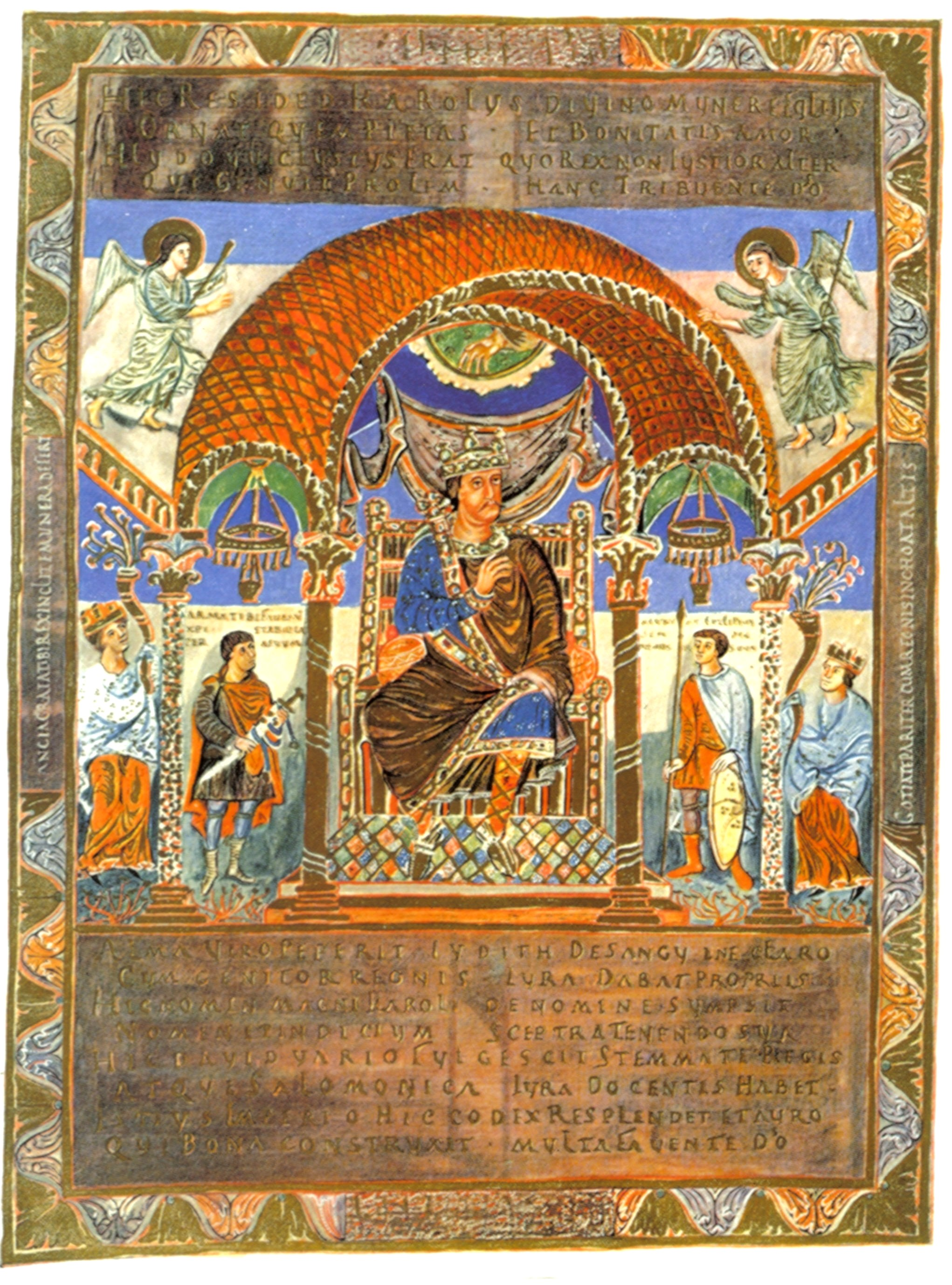
Karel de Kale

De Codex aureus van St. Emmeram is een handschrift dat vandaag bewaard wordt in de Bayerische staatsbibliotheek in München als codex Clm. 14000. Voordien werd het meer dan 800 jaar bewaard in de Abdij Sankt Emmeram in Regensburg. Het is een van een achttal manuscripten die als "Codex Aureus" bekend staan.

## Beschrijving
Het boek dateert van 870. Het meet 420 x 330 mm en is geschreven in 2 kolommen van 40 lijnen. Het bevat 126 folia uit perkament. Het boek is in het Latijn. De tekst is geschreven in een unciaal schrift met goudinkt op het blanco perkament. De marges van de kolommen zijn, op elke bladzijde, rondom versierd met florale, soms geometrische motieven. De randen van twee tegenoverstaande pagina’s tonen dezelfde versieringen, maar in het boek komt geen enkele rand twee maal voor. Origineel bevatte het 7 volblad miniaturen, 12 canon tabellen en 10 decoratieve pagina’s. In de late 10e eeuw werd het boek herbonden en werd er een miniatuur van Abt Ramuoldus toegevoegd van de hand van Adalpertus. De opdrachtgever van het boek was Karel de Kale.

## Geschiedenis
Uit het colofon op het einde van het boek (fol. 126 v) blijkt dat het boek geschreven werd door de monniken Berengarius en Liuthardus en dat het werd afgewerkt in 870. In deze tekst wordt Karel de Kale ook expliciet genoemd als opdrachtgever. Karel wordt trouwens afgebeeld op fol. 5 verso. Het handschrift werd waarschijnlijk vervaardigd in het scriptorium van de Abdij van Saint-Denis in Parijs en was in het bezit van Karel de Kale.
Het werd door Karel de Kale of diens zoon Lodewijk de Stamelaar geschonken aan de Abdij van Saint-Denis. In 893 geven de monniken van Saint-Denis het boek aan Arnulf van Karinthië in ruil voor de belofte dat hij de relieken van Sint-Denijs (Saint-Denis), die hij had ontvreemd zou terugbezorgen. Arnold schenkt het boek aan de Abdij van Sint-Emmeren in 893. Vandaar werd het overgebracht naar München in 1811. Het verhaal van de diefstal van het lijk van Sint-Denijs werd vermeld in de Chronique d’Alberic.

## Inhoud
Het handschrift is een evangeliarium en het bevat dus de tekst van de vier canonieke Evangelies, gezien zijn luxueuze uitvoering was het bedoeld om gebruikt te worden door de vorst zelf. Het boek begint met de miniatuur van Abt Ramuoldus, een proloog op de evangelies, een miniatuur met Karel de Kale, een miniatuur met Karel en de 24 ouderen in aanbidding voor het Lam Gods, een miniatuur met een Majestas Domini omringd door de vier evangelisten, de kanontafels en vervolgens de vier evangelies in de volgorde Mattheus, Marcus, Lucas en Johannes. Elk evangelie is voorafgegaan door een proloog, een capitulationae (korte inhoud), een vers, een volbladminiatuur van de evangelist en dan de incipit bladzijde en het evangelie. Het eindigt met de opdracht aan Karel de Kale in dichtvorm en met de colofon van de restaurateurs (in geheimschrift).

## Voorplat
Het voorplat bestaat uit goud drijfwerk en is versierd met filigraanwerk, edelstenen en parels. In het centrum bevindt zich een Majestas Domini, een tronende Christus met zijn voeten op de aardbol, op zijn knie houdt hij een boek waarin de woorden  Ego sum via et veritas. Niemand kan bij de Vader komen dan door mij” (Johannes 14:6). Deze inscriptie op het boek legt meteen de link met Christus. Rondom Christus zien we de vier evangelisten met hun symbool, van linksonder in wijzerzin Lucas met het rund, Mattheus met de engel, Johannes met de adelaar en Marcus met de leeuw. Bovenaan zien we twee taferelen uit het oude testament, links Christus en de overspelige vrouw en rechts de uitdrijving van de kooplieden uit de tempel. Onderaan zien we links de genezing van een melaatse en rechts de genezing van een blinde.

## Weblinks
- Facsimile  de codex online doorbladeren.

Ada-evangeliarium · Barberini-evangeliarium · Boek van Armagh · Evangeliarium van Augustinus van Canterbury · Book of Durrow · Book of Kells · Codex Argenteus · Codex aureus van St. Emmeram · Codex Carolinus · Codex Aureus Epternacensis · Codex Eyckensis · Codex Gissensis · Diatessaron · Durham-evangeliarium · Evangeliarium van Echternach · Evangeliarium van Egmond · Evangeliarium van Lorsch · Gefragmenteerd evangelieboek (A. II. 10.) · Godescalc-evangelistarium · Lichfield-evangeliën · Lindisfarne-evangeliarium · Luikse diatessaron · Mac Durnan-evangeliarium · Middelnederlandse Apocalyps · Minuskel 76 · Evangeliarium van Munsterbilzen · Otho-Corpus-evangeliarium · Evangelieboek van Sankt Gallen · Xanten-evangeliarium